# Comment j'ai volé un Picasso
Comment j'ai volé un Picasso est le 7e roman de la série d'aventures pour la jeunesse Larry J. Bash créée par Lieutenant X (Vladimir Volkoff). Ce roman, publié en 1982, est censé avoir été traduit par  « Gil Hérel ».
Dans ce roman, Larry Bash enquête avec M. Ney sur le vol d'un tableau de Picasso.

## Personnages principaux
- Personnages récurrents
  - Larry Bash : 17 ans, employé par M. Ney en qualité de détective-assistant.
  - Marshall M. Ney : détective privé, employeur de Larry Bash.
  - Dennis Watts : 17 ans, meilleur ami de Larry Bash.

- Personnages liés au roman
  - Mme Mae Bottomkick : collectionneuse.
  - Hermann Blau : expert en peinture.
  - Donald Juan : policier.
  - M. Dobbs : patron de l'agence Acme.
  - Ron Stewart : agent de sécurité de l'agence Acme.
  - Dorothy Eubanks : secrétaire à l'agence Acme.
  - Peggy Brooks : secrétaire à l'agence Acme.
  - Joshua Hornblower : collectionneur.

## Résumé
Remarque : le résumé est basé sur l'édition originale cartonnée parue en 1982.

### Mise en place de l'intrigue
Chapitres 1 à 4.
Mme Mae Bottomkick rencontre le détective privé Marshall M. Ney et lui expose que le principal musée d'Atlanta, sous la direction du Dr Hermann Blau, va prochainement exposer un tableau de Picasso : Jolie andalouse jouant à la guitare, et que le Dr Blau souhaiterait que l'agence Ney vérifie la qualité des mesures de sécurité prises par la société Acme, chargée de la surveillance, et dise si à son avis ces mesures sont efficaces et suffisantes. Ce tableau a en effet a une valeur marchande d'environ dix millions de dollars américains (1982).
Ney lui répond qu'il veut bien accepter cette mission, et que pour cela il doit tenter de voler le tableau : s'il parvient à le voler, cela signifiera que n'importe quel voleur pourra faire de même. Il demande aussi à Mme Bottomkick qu'on lui remette une copie parfaite du tableau afin qu'il puisse, s'il y arrive, procéder au vol du vrai tableau et le remplacer temporairement par la copie.
Ney demande à Larry de se faire engager par l’agence Acme, chargée de la surveillance du site. Larry parvient, quelques jours après, à se faire engager par l’agence en qualité d'agent de sécurité. Il travaillera en binôme avec Ron Stewart, un autre agent de sécurité.

### M. Ney prépare un plan
Chapitres 5 à 8.
À la demande de M. Ney, Larry réussit, à la suite d'un stratagème, à trouver le plan de sécurité du site et à en faire une photocopie.

### Enquête et aventures
Chapitres 9 à 14.
Dès le lendemain, Ney et Larry procèdent au cambriolage du musée d'Atlanta. Passant par une verrière, ils emploient du gaz soporifique pour endormir les agents de sécurité faisant leur ronde à l'intérieur, et brouillent les pistes pour les agents de sécurité opérant à l'extérieur (bruit assourdissant d'un hélicoptère pour cacher les bruits de perceuse). Ney emporte le tableau après l'avoir remplacé par la copie. Sitôt le vol accompli, Ney contacte Mme Bottomkick et lui remet Jolie andalouse jouant à la guitare ; Mme Bottomkick est stupéfaite de leur réussite et leur donne rendez-vous plus tard dans la journée (il est alors 3 h du matin), au bureau du Dr Blau.
La nuit n'est néanmoins pas finie pour Larry et son patron, qui décide de guetter la sortie du domicile de la dame. Peu de temps après, celle-ci quitte effectivement sa résidence et, au lieu de prendre la direction du nord pour se rendre chez le Dr Blau, prend la direction du sud. Ney ordonne à Larry de la prendre en filature. Toutefois, alors que Larry s'est approché trop près du véhicule de Mme Bottomkick, celle-ci s'aperçoit qu'elle est suivie par le duo Larry-Ney. S'arrêtant à une station-service, elle contacte la police d'État de Géorgie, qui peu après interpelle Larry et Ney. Ceux-ci, dénoncés par Mme Bottomkick comme étant les voleurs du tableau de Picasso, sont immédiatement placés en garde à vue par l'inspecteur Juan ! 
L'attirail de cambrioleur étant resté dans le coffre de l'automobile, les preuves à leur encontre sont accablantes. Marshall Ney révèle alors l'intégralité de ce qui s'est passé depuis une semaine : le rendez-vous avec Mme Bottomkick, l'accord avec Hermann Blau, le vol très récent du Picasso. Sur ce point, il explique qu'il n'a pas volé le Picasso et qu'il a laissé le vrai tableau dans la salle d'exposition du musée. Il a en réalité remis à Mme Bottomkick la copie, dont il a effacé sur le cadre, au verso, la marque au crayon qu'elle y avait laissée. Mme Bottomkick a donc emporté, pour son compte personnel, un tableau qu'elle croit véritable alors qu'elle n'a qu'une copie. Le Dr Blau est contacté et vient voir les gardés à vue et policiers au commissariat. Il conteste avoir chargé l'agence Ney de vérifier la qualité des mesures de sécurité prises pour la garde du tableau.
Marshall Ney confirme la bonne foi du directeur du musée : Mme Bottomkick a agi seule, et avec un complice à l'accent britannique, alors que le Dr Blau a un accent germanique. Les charges retenues contre Ney et Larry s'effondrent, dans la mesure où, après vérification par le Dr Blau, il apparaît que c'est le vrai Picasso qui est resté exposé au musée d'Atlanta.

### Dénouement et révélations finales
Chapitres 15 à 19.
Les deux détectives ayant été remis en liberté, M. Ney décide de contre-attaquer et de retrouver aussi rapidement que possible Mme Bottomkick et son complice britannique. Ney obtient la certitude que l'intéressée est partie pour la Floride. Lui et Larry s'y rendent donc. Il apparaît que Mme Bottomkick s'est rendue en Floride pour y rencontrer Joshua Hornblower, un collectionneur anglais. Ce dernier, lorsqu'il découvre que le Picasso que lui remet la femme est le propre faux qu'il lui avait remis quelques jours auparavant, est furieux et jette Mme Bottomkick à la mer. Elle est recueillie par Ney et Larry.
Ney indique à Mme Bottomkick que sa machination est découverte et qu'elle va devoir aller en prison. Sauf si elle accepte de dénoncer Joshua Hornblower, qui s'avère être le commanditaire du vol et qui a essayé, tout de même, de noyer sa complice. Après réflexion, elle accepte le marché. Elle indique très précisément où se trouve Hornblower. Ce dernier est arrêté par les garde-côtes ; Mme Bottomkick reste libre.
Et voilà comment Larry a « volé un Picasso ».

## Autour du roman
Le nom de l'œuvre fictive, « Jolie andalouse jouant à la guitare », est un titre créé par opposition à un vrai tableau de Picasso : Le Vieux Guitariste aveugle (1903).